# Samantha Fish
Samantha Fish (Kansas City, 1989 –) amerikai énekesnő, gitáros. Zenéjét általában a blues műfajba sorolják, de több műfaj is keveredik zenéjében, például a rock, a country, a funk és a bluegrass.
Nővére, Amanda szintén énekesnő.

## Élete
Samantha Kansas City-ben nőtt fel. Eleinte dobolt, de 15 éves korában gitározni kezdett.
Anyja a helyi templomi kórus vezetője volt, apja pedig gitározott. Zenéjére Bonnie Raitt, Stevie Ray Vaughan, Tom Petty és The Rolling Stones voltak hatással. Utóbbi Sticky Fingers című albuma különösen nagy hatást gyakorolt zenéjére. A nővéreket tinédzser korukban a blues zene kezdte érdekelni.
Gyakran látogatott a Knuckleheads Saloonba, hogy bluest hallgasson. Miután 18 éves lett, több alkalommal is csatlakozott a szalonban fellépő előadókhoz.

## Diszkográfia
- Live Bait (2009)
- Girls with Guitars (Cassie Taylorral és Dani Wilde-dal, 2011)
- Runaway (2011)
- Girls with Guitars Live (Dani Wilde-dal és Victoria Smith-szel, 2012)
- Black Wind Howlin' (2013)
- The Healers (Jimmy Hall / Reese Wynans / Samantha Fish / Kate Moss / Danielle Schnebelen / Kris Schnebelen, 2013)
- Wild Heart (2015)
- Chills & Fever (2017)
- Belle of the West (2017)
- Kill or Be Kind (2019)
- Faster (2021)